# Nowomichajłowskij
Nowomichajłowskij (ros. Новомихайловский) – osiedle typu miejskiego w Rosji, w Kraju Krasnodarskim, nad Morzem Czarnym.
Według danych z 2002 miejscowość zamieszkują głównie Rosjanie (70,3%), Ormianie (18,4%) i autochtoniczni Adygejczycy (4,5%).